# Tiempos que cambian
Tiempos que cambian var albumet som inte blev färdigt då Victor Jara mördades (1973). Albumet släpptes året därpå (1974) i Europa som postum.
Albumet släpptes med olika titlar som i Storbritannien som "Manifesto" i Frankrike som "Presente" och i Spanien som "Canciones Póstumas".

## Låtlista
Alla låtar är komponerade av Víctor Jara, unless otherwise stated.
| Nr | Titel                                                 | Musik                                        | Längd |
| -- | ----------------------------------------------------- | -------------------------------------------- | ----- |
| 1. | Aquí me quedo                                         | Pablo Neruda, Patricio Castillo, Víctor Jara | 3:01  |
| 2. | Caicaivilú (o La serpiente luminosa) (single A, 1972) |                                              | 3:10  |
| 3. | Cuando voy al trabajo                                 |                                              | 3:53  |
| 4. | Doncella encantada (o Huillimalón) (single B, 1972)   |                                              | 4:19  |
| 5. | Manifiesto                                            |                                              | 4:29  |
| 6. | Pimiento (o El Pimiento)                              |                                              | 3:55  |
| 7. | Vientos del Pueblo                                    |                                              | 2:37  |